# Cylisticus uncinatus
Cylisticus uncinatus là một loài chân đều trong họ Cylisticidae. Loài này được miêu tả khoa học năm 1996 bởi Taiti & Ferrara.